# هارالد ليخنر
هارالد ليتشنر (بالألمانية: Harald Lechner)‏ هو حكم كرة قدم ولاعب كرة قدم نمساوي، ولد في 30 يوليو 1982 في فيينا في النمسا.